# Theodor Krüger

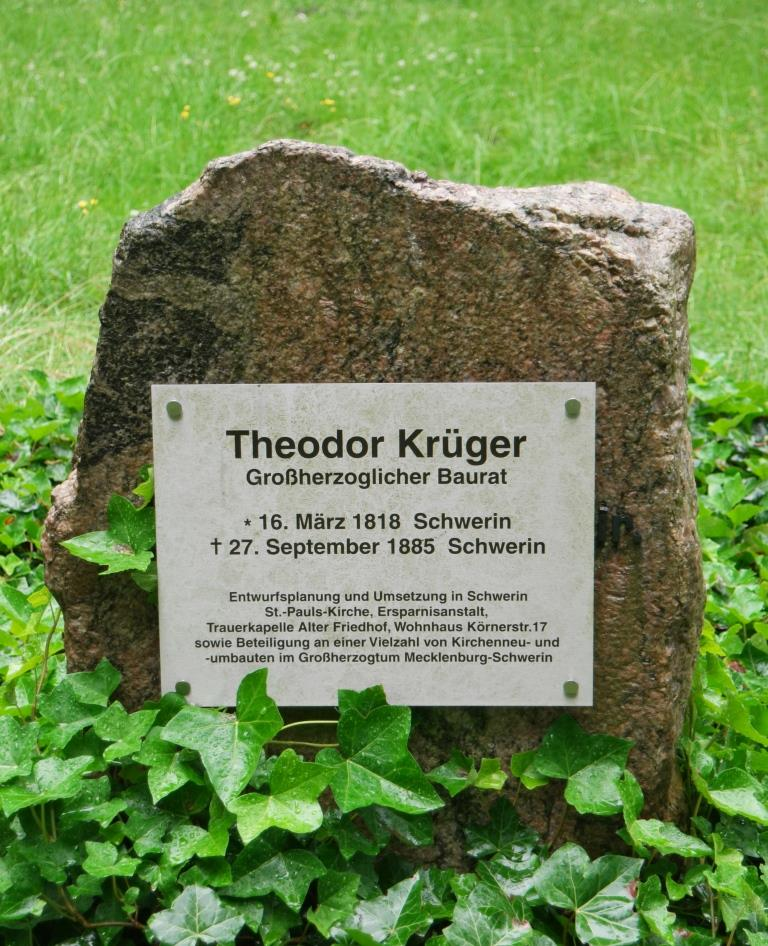
Gedenkstein für Theodor Krüger auf dem Alten Friedhof in Schwerin

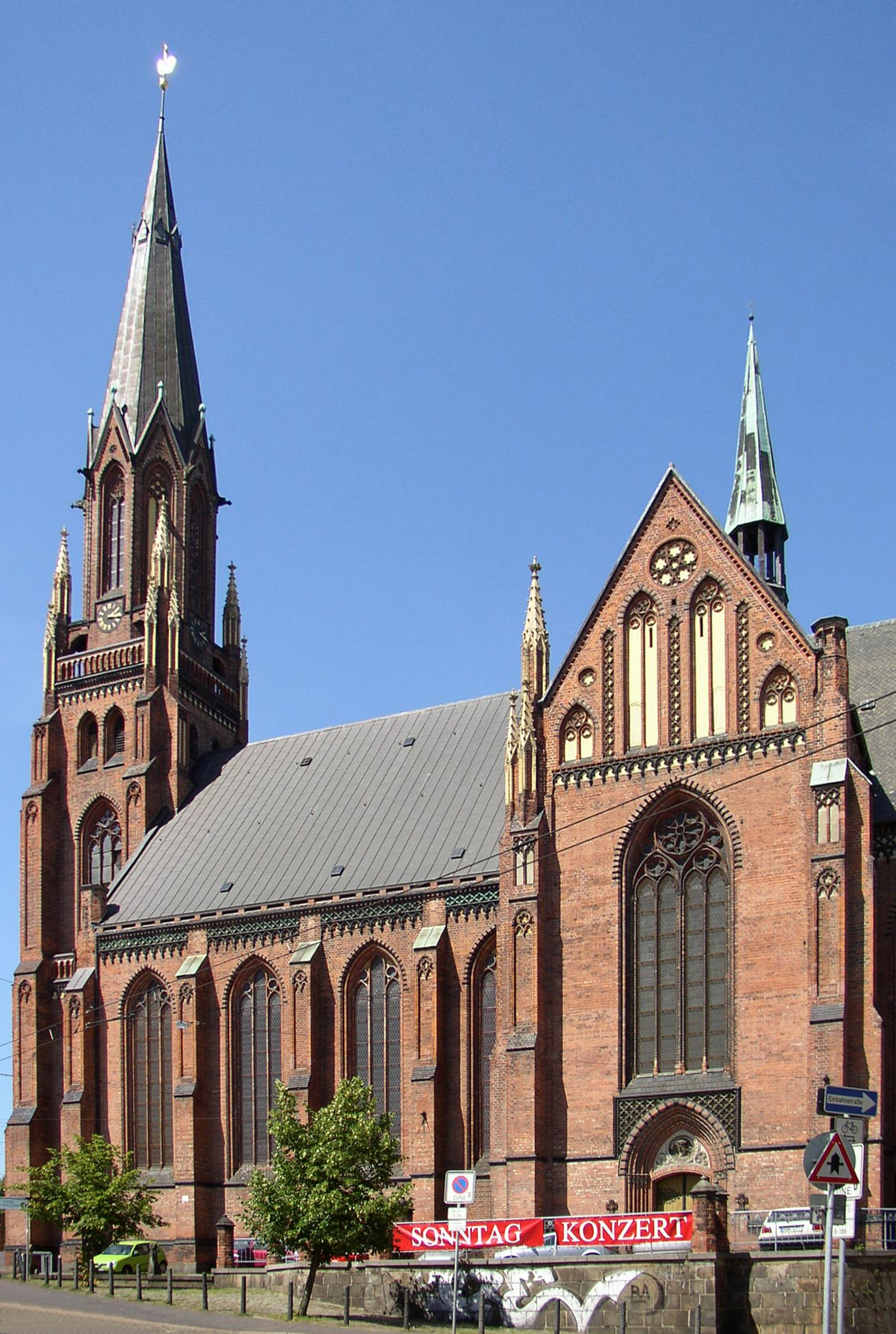
Paulskirche in Schwerin

Theodor Christian Friedrich Krüger (* 16. März 1818 in Schwerin; † 27. September 1885 ebenda) war ein deutscher Architekt der Neogotik und staatlicher Baubeamter. Zu seinen wichtigsten Bauten zählt die Paulskirche in Schwerin.

## Biografie

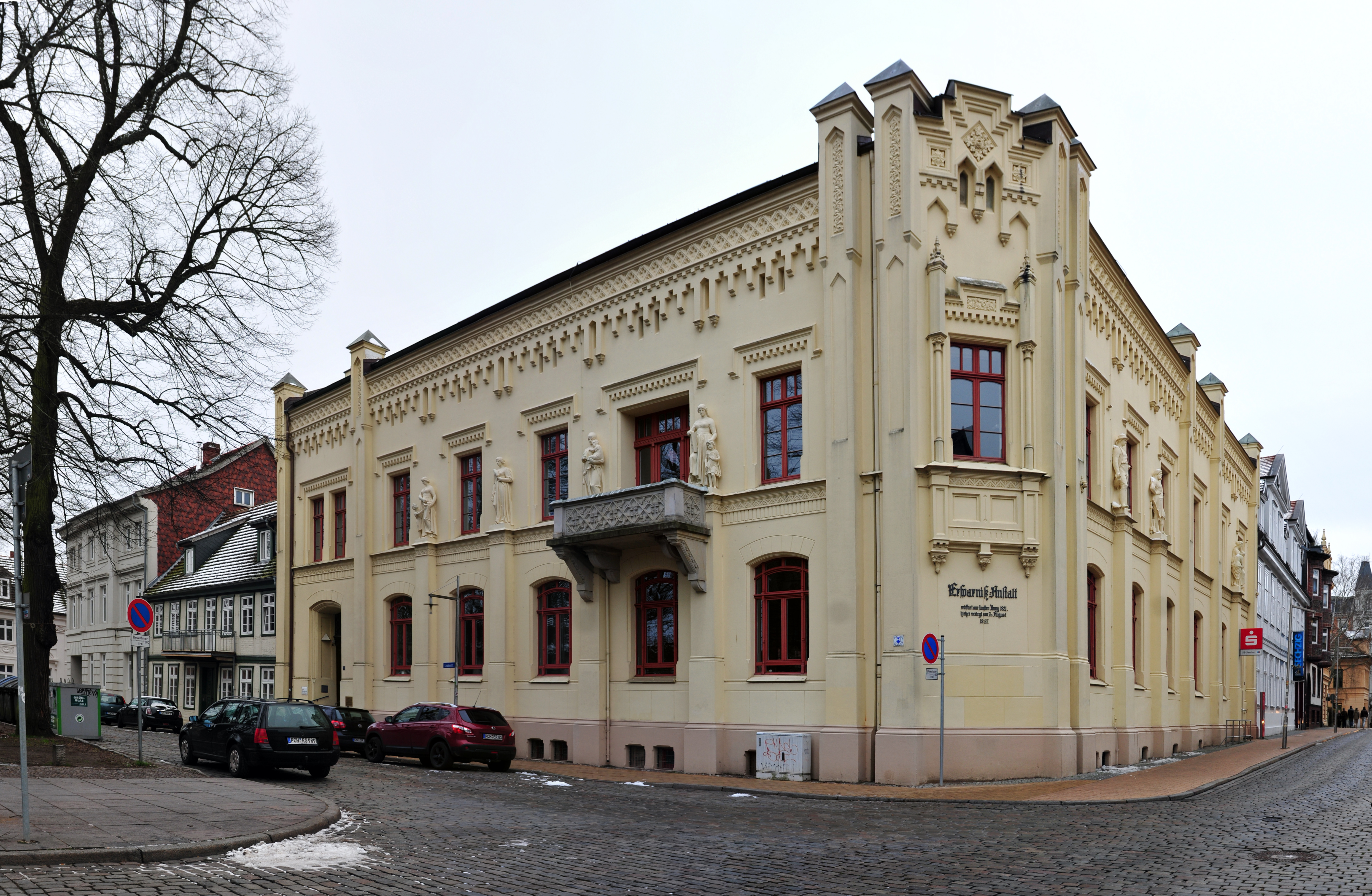
Ehem. Ersparnisanstalt Schwerin von 1857

Theodor Krüger war der zweite Sohn des aus Dömitz gebürtigen Militärbeamten und Zahlmeisters Bernhard Gottlieb Wilhelm Krüger (* 1773) und dessen Frau Auguste Catarina Louise Krüger geb. Stocks (* 1786).
Nach dem Schulbesuch am Schweriner Gymnasium mit Abitur begann er 1835 als Baueleve. Von 1836 bis 1839 erhielt er an der Kunstakademie Wien und ab 1839 an der Berliner Bauakademie eine künstlerische Ausbildung. Von 1839 bis 1841 arbeitete er in den Hofbauverwaltungen Schwerin und Doberan und war u. a. am Bau der Logierhäuser in Heiligendamm beteiligt, ab 26. Juni 1841 war er Gehilfe im Landbaudistrikt Plau. Im März 1842 legte er in Berlin die Prüfungen als Baukondukteur ab. Zurück in Mecklenburg, wurde er am 29. März 1842 zum Baukondukteur ernannt und arbeitete zunächst im Bereich Plau / Lübz. Von dort leitete er von 1848 bis 1852 die umfassende Restaurierung der Marienkirche in Röbel. Hier begann auch die jahrelange Zusammenarbeit mit Friedrich Lisch bei denkmalpflegerischen Maßnahmen in Mecklenburg-Schwerin, die Krüger bei der Restaurierung zahlreicher Kirchen im Müritzbereich verwirklichte. Anschließend war er kurzzeitig im Baubüro des Hofbaumeisters Hermann Willebrand beim Schlossbau in Schwerin nachweisbar. 1853 erfolgte seine Versetzung in die Zentralbauverwaltung und im Mai seine Ernennung zum Großherzoglich Mecklenburgischen Baumeister.
Ab 1854 übernahm Krüger die baufachliche Beratung der inneren Restaurierung der Dobbertiner Klosterkirche. Für die denkmalpflegerische Betreuung war auch hier der Konservator für historische Kunstdenkmäler Friedrich Lisch zuständig. Der neugotische Flügelaltar mit der Predella und die Kanzel wurden 1857 nach Krügers Entwürfen gefertigt.
Im Oktober 1858 erfolgte Krügers Vereidigung zum wirklichen Baumeister, im Mai 1859 die Ernennung zum Landbaumeister und Landbaumeister des Baudistrikts V (Schwerin) für die Ämter Crivitz, Schwerin und Wismar. 1865 wurde er zum Leiter des Kirchenbauwesens im Land ernannt.
Ein größeres Vorhaben war die 1856 bis 1858 gemeinsam mit Friedrich Lisch durchgeführte Innenrestaurierung der Schelfkirche in Schwerin. Der von Jakob Reutz von 1708 bis 1713 errichtete Barockbau war in desolatem Zustand, die Inneneinrichtung und die farbliche Gestaltung mussten komplett erneuert werden. Dabei wurde die barocke Raumgestaltung nach Abbruch der sogenannten Kolonata stark verändert. Gemeinsam mit Friedrich Lisch war Krüger von 1855 bis 1857 auch an der inneren Restaurierung der Dobbertiner Klosterkirche beteiligt. U. a. lieferte er die Entwürfe für die Kanzel und den Flügelaltar. Von 1866 bis 1869 baute er im Kloster noch ein Damenhaus auf zwei Etagen, das heutige Haus II.
Besondere Anerkennung erreichte Krüger mit dem Bau der Schweriner St.-Pauls-Kirche, die heute als bedeutendster neugotischer Kirchenbau Mecklenburgs gilt. Sie ist in mehrfacher Hinsicht eine Ausnahme unter den Bauten Krügers. Sie war ein direkter Auftrag des Landesherren und entstand unter konzeptioneller Mitwirkung des Oberkirchenratspräsidenten Theodor Kliefoth. Krüger arbeitete seit 1860 an der Planung. 1862 reiste er dazu gemeinsam mit seinem Baukondukteur Georg Daniel durch die Mark Brandenburg und angrenzende Regionen Preußens. Aus den Entwürfen entstand ein einheitliches, geistliches und architektonisches Gesamtwerk. Zahlreiche Formen der norddeutschen Backsteinarchitektur finden sich in der reichen Detailgestaltung am Turm, am Chorpolygon und an den Portalen wieder. Zum Gelingen des Bauwerkes ab 1863 trugen nicht zuletzt auch die von Krüger für die innere Ausgestaltung herangezogenen hochrangigen Künstler wie Carl Gottfried Pfannschmidt, Gustav Stever, Ernst Gillmeister, Friedrich Friese III u. a. bei. Die Kirchweihe fand 1869 statt.
Im Januar 1865 wurde Krüger in die Abteilung Hochbau des Schweriner Finanzministeriums berufen und zur Bearbeitung sämtlicher Kirchenbausachen bestellt. Die Zuständigkeit für das Kirchenbauwesen ist aus dem Kirchenhoheitsrecht des Landesherren bis zu seinem Thronverzicht 1918 abzuleiten. Das kirchliche Bauwesen wurde in Ausübung des staatlichen Patronatsrecht verwaltet und die praktische Umsetzung bis 1925 durchgeführt. Krüger prägte als Leiter des Kirchenbauressorts auch den neugotischen Spitzbogenstil.
Erfolgreich war auch die Umgestaltung des Schweriner Doms von 1866 bis 1869. Hier hatte Krüger die anspruchsvolle Aufgabe, die Grabmale der großherzoglichen Familie in den Dom zu integrieren. Die Kapelle des heiligen Blutes wurde dafür umgestaltet. Krüger bezog dabei alle Gegebenheiten, wie die Ladegast-Orgel oder das Altarbild in sein Gesamtkonzept mit ein. Hauptaltar, Kanzel und Gestühl wurden ebenfalls erneuert. Er versuchte, dem Dom durch die qualitätsvolle Neuausmalung und -ausstattung die Wirkung einer mittelalterlichen Kathedrale zu geben. Bei den Restaurierungsarbeiten in der Doberaner Klosterkirche war Krüger ab 1861 tätig. Dort gestaltete er das Gestühl, die Kanzel, den Fürstenstuhl und den Orgelprospekt.
1869 folgte nach Abschluss des Bauens an der Schweriner Paulskirche die Ernennung zum Baurat und als Zeichen der Wertschätzung seiner abgeschlossenen Restaurierungen des Schweriner Doms die Verleihung des Ritterkreuzes des Hausordens der Wendischen Krone.
Bis zu seinem Tod 1885 blieb er Leiter des mecklenburgischen Kirchenbauwesens. In dieser Funktion als hoher Baubeamter und als praktizierender Kirchenbaumeister hat er seinen Platz in der mecklenburgischen Architekturgeschichte erhalten. Seine Bauten prägen bis heute nachhaltig das Erscheinungsbild zahlreicher mecklenburgischer Städte und Dörfer.

## Bauten und Entwürfe
- 1842–1844: Stadtkirche Goldberg[4]
- 184300000: Herrenhaus im Tudorstil in Charlottenthal (im April 2016 durch Brand zerstört)
- 1847–1848: Innenausbau der Stadtkirche in Lübz
- 1848–1849: Kirche in Plate
- 1849–1853: Restaurierung und Kirchturm der St. Marien-Kirche in Röbel
- 185300000: Gutshaus Hoppenrade
- 1854–1856: Restaurierung der St.-Georgen-Kirche Waren (Müritz)
- 1853–1874: Bauleitung am Schloss Kalkhorst nach den Plänen von Conrad Wilhelm Hase (gemeinsam mit dem Architekten Schweiger)
- 1854–1856: Dorfkirche in Wittenförden
- 1854–1857: Entwürfe und Mitwirkung an der inneren Ausstattung der Klosterkirche Dobbertin
- 1856–1858: Innenrestaurierung der Schelfkirche in Schwerin
- 185700000: Ersparnisanstalt Schwerin, Puschkinstraße 2–4 Ecke Lindenstraße 1
- 186000000: Restaurierungsarbeiten in der Doberaner Klosterkirche
- 186000000: Neoklassizistisches Gutshaus in Harmshagen
- 1860–1862: Neubau der Dorfkirche Minzow
- 1860–1865: mehrere Gebäude des Lehrerseminars und der Blindenschule in Neukloster
- 186100000: Restaurierung der Dorfkirche Kirch Grubenhagen
- 1861–1865: Stadtkirche in Boizenburg
- 1862–1863: Kirchenschiff der Dorfkirche Kambs (Vorbeck)
- 1862–1863: Pächterhaus in Mestlin[5]
- 1863–1869: St.-Pauls-Kirche in Schwerin (Turmentwurf Friedrich August Stüler)
- 186300000: Trauerkapelle auf dem Alten Schweriner Friedhof
- 1863–1869: Kirche in Satow
- 1866–1869: Damenhaus II im Kloster Dobbertin
- 1866–1871: Kirche Warnemünde
- 1866–1869: Neugotische Ausstattung des Schweriner Doms
- 1866–1868: Neugotischer Neubau der Dorfkirche Passow
- 1868–1869: Kirche in Barnin
- 1869–1872: Stadtkirche in Dömitz
- 1869–1873: Kirche Wustrow
- 187000000: Eigenes Wohnhaus in Schwerin, Körnerstraße 17
- 1870–1872: Stadtkirche St. Nikolai in Grevesmühlen
- 1870–1872: Marienkirche in Gnoien
- 1872–1873: Dorfkirche Serrahn
- 1874–1878: Stiftskirche in Warin
- 1872–1875: Dorfkirche Banzkow
- 1877–1879: Marienkirche in Plau
- 188000000: Neugotische Saalkirche in Alt Brenz
- 1882–1885: Kirche in Vellahn
- 1883 Entwurf eines Opernhauses am Lützowplatz in Berlin (nicht realisiert), erhält Staatspreis für seinen Entwurf beim Schinkelwettbewerb

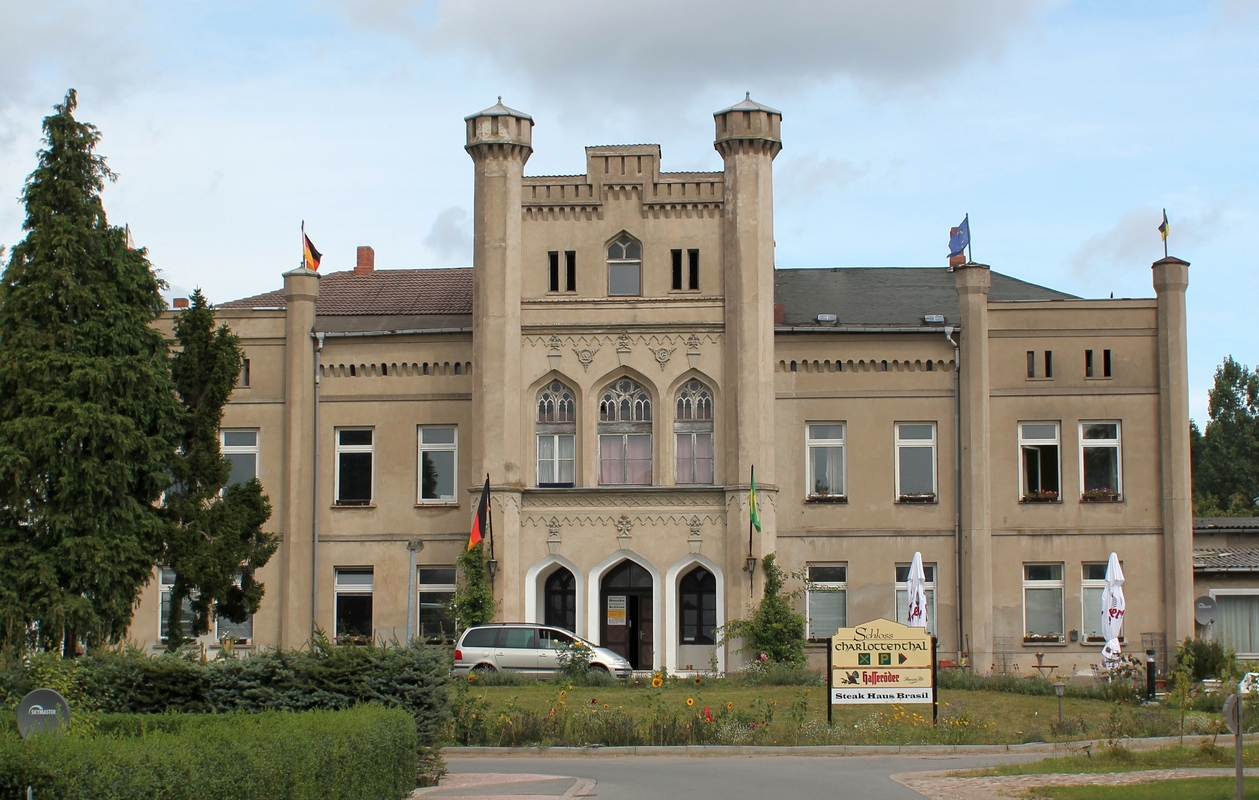
Schloss Charlottenthal vor der Zerstörung durch Brand
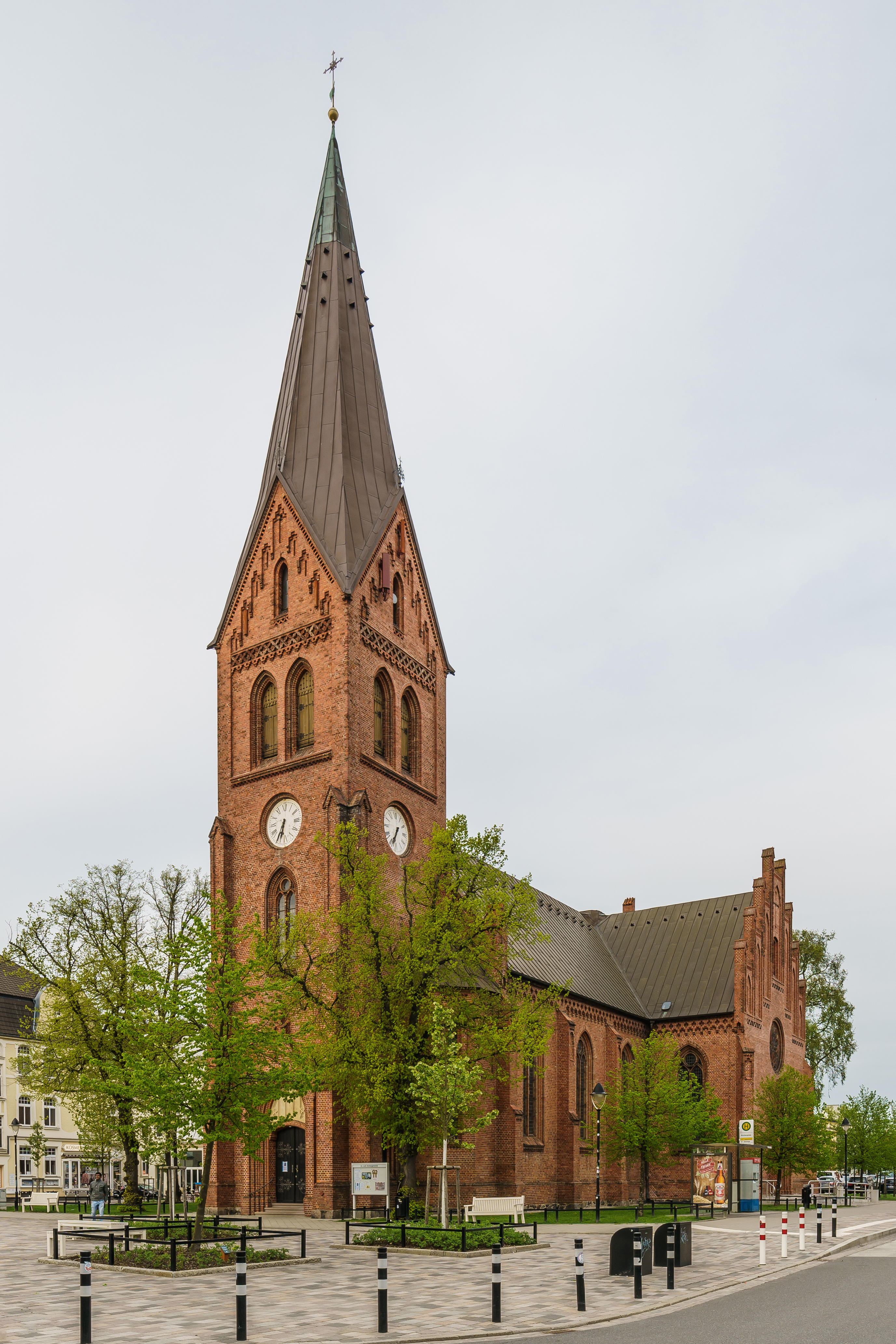
Kirche Warnemünde
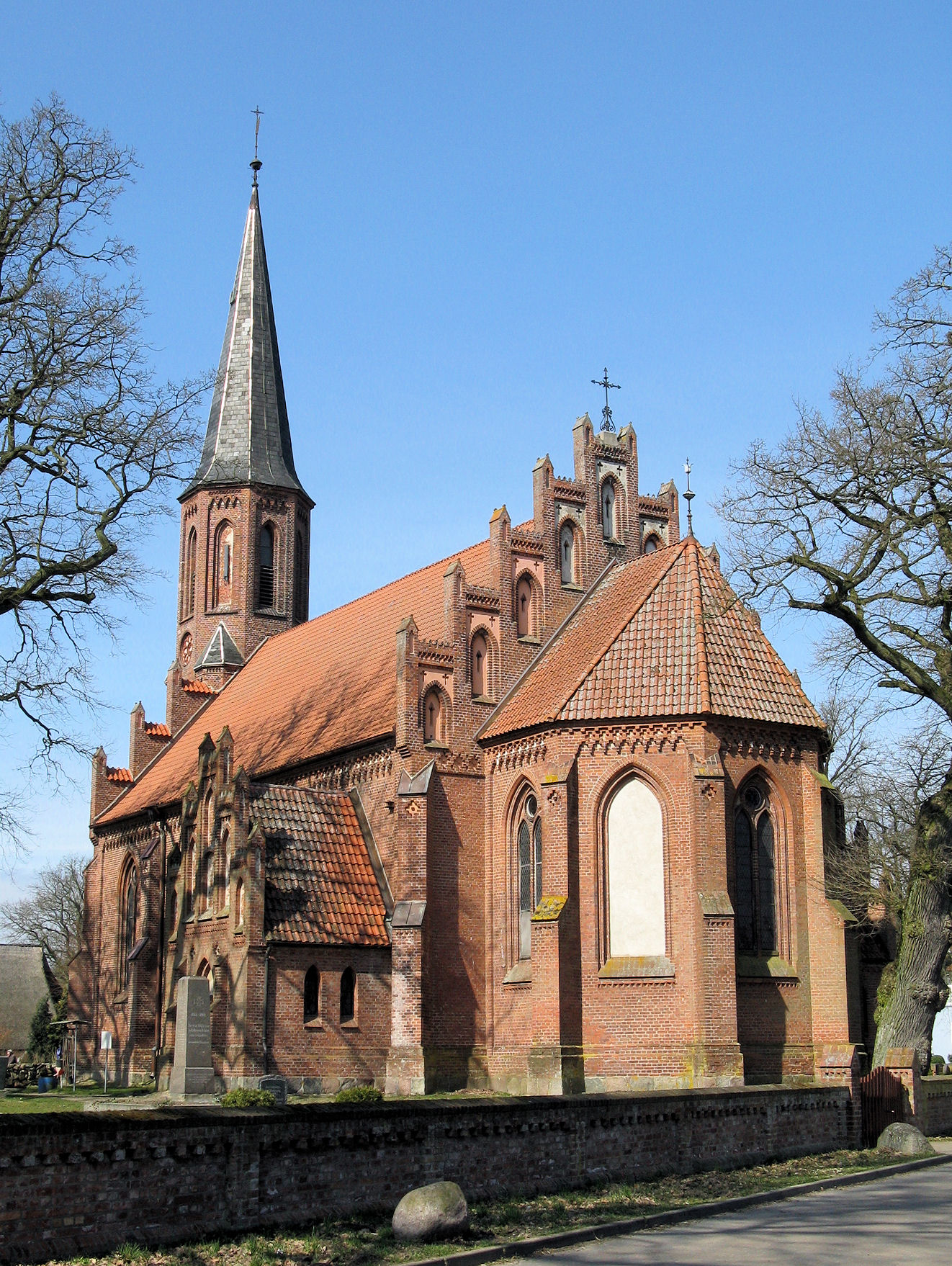
Dorfkirche Banzkow
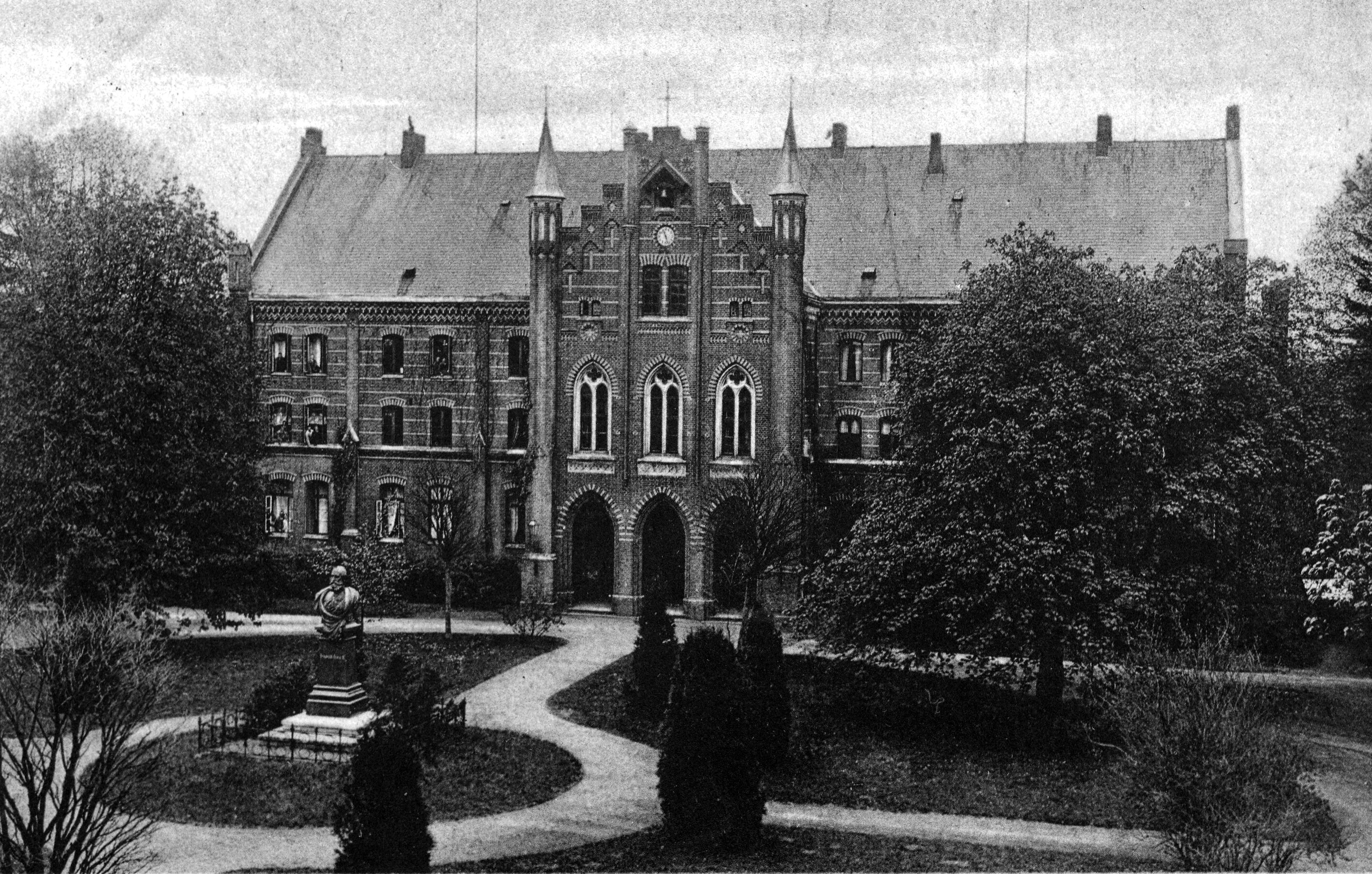
Lehrerseminar in Neukloster
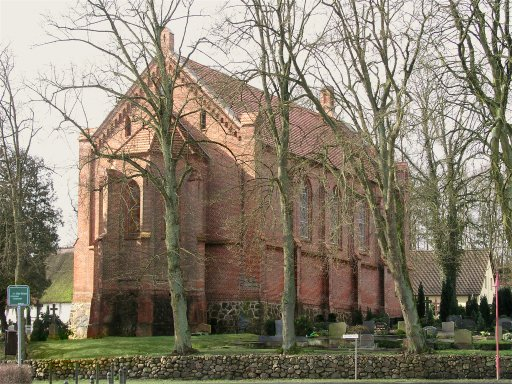
Kirche in Plate
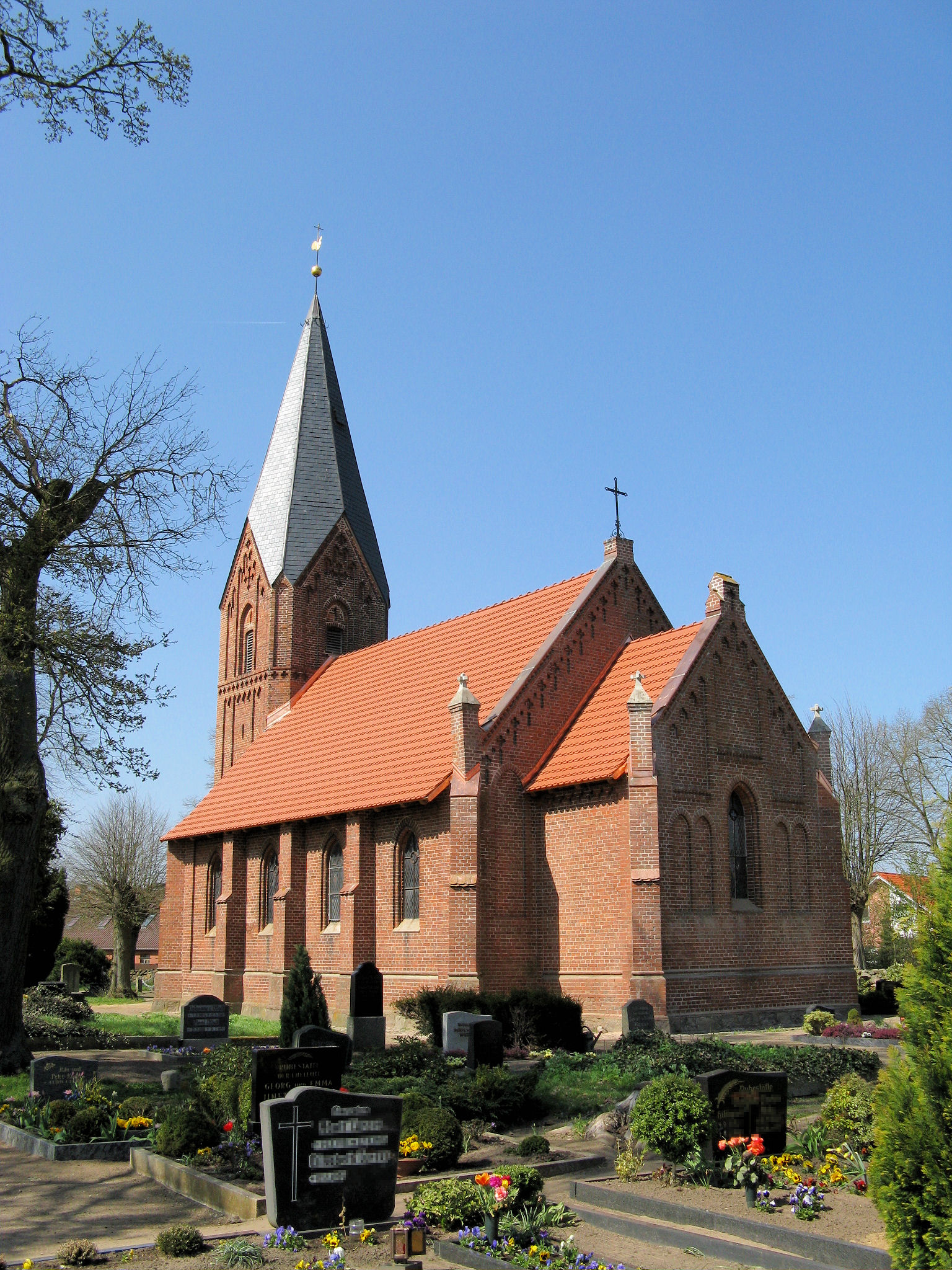
Kirche in Barnin
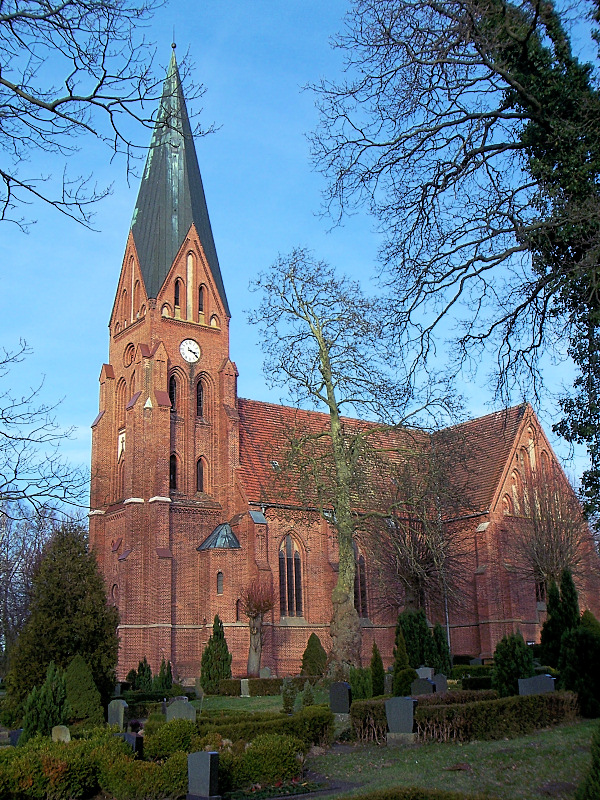
Kirche in Satow
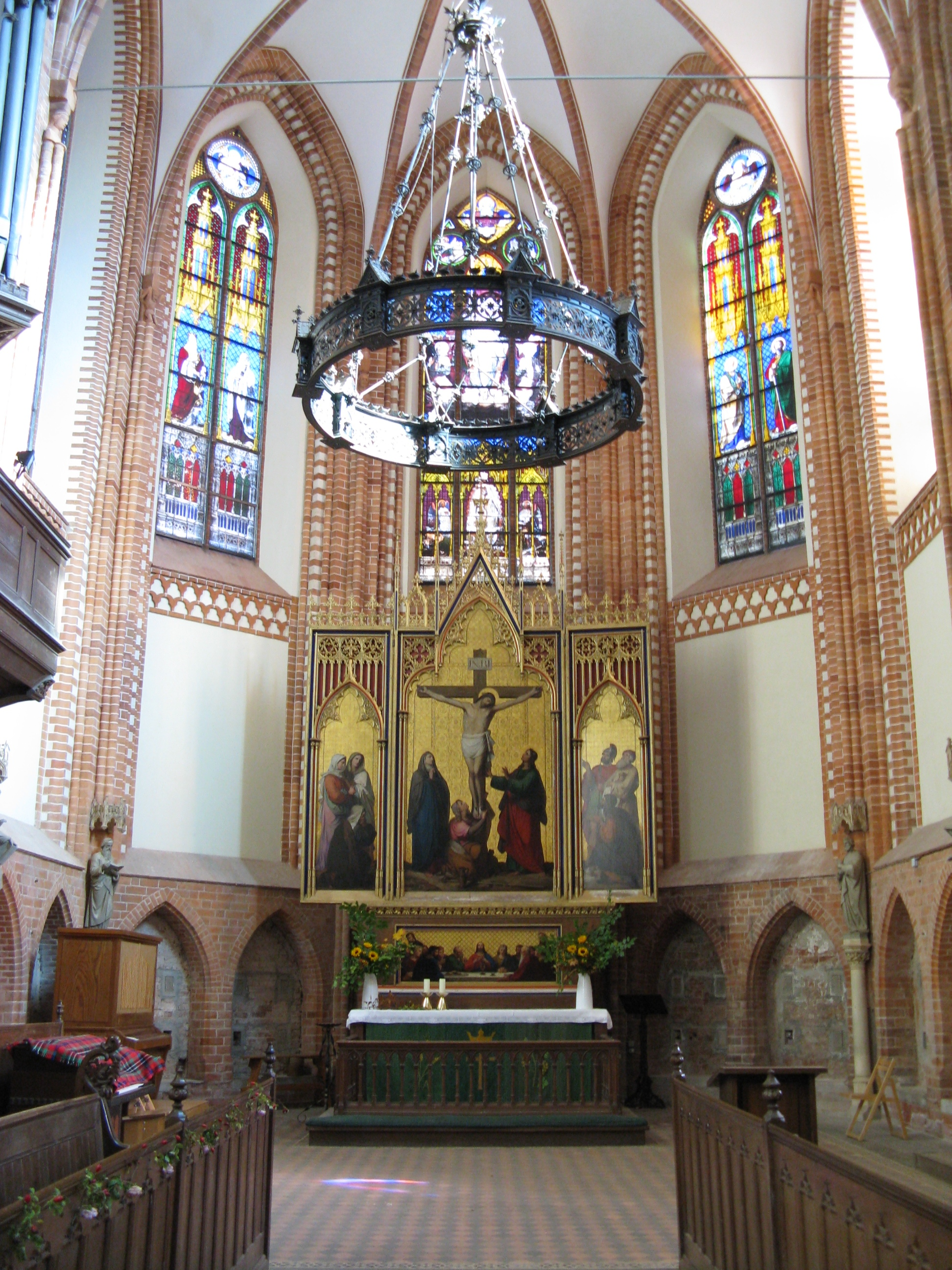
Klosterkirche Dobbertin
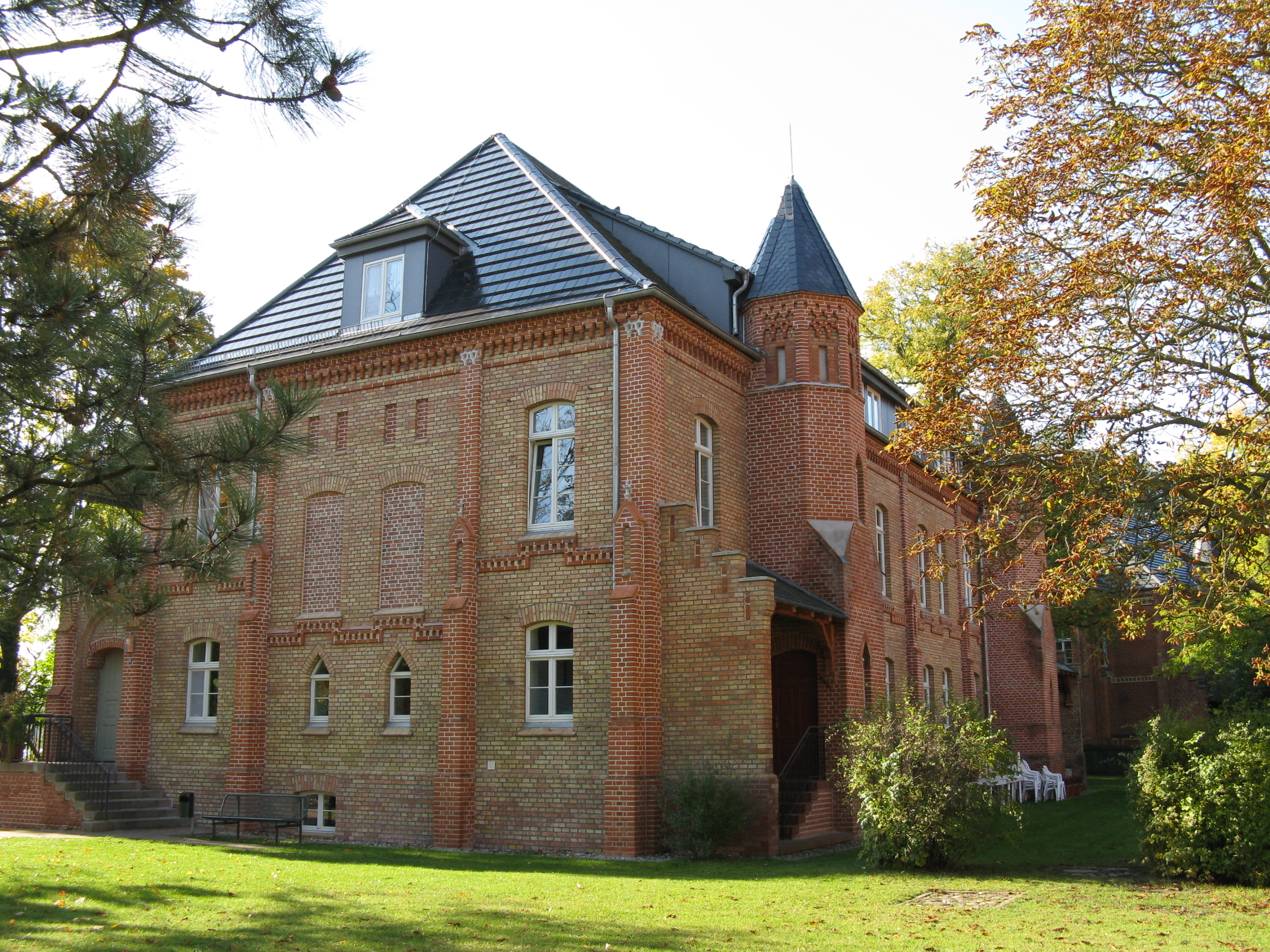
Damenwohnung im Kloster Dobbertin
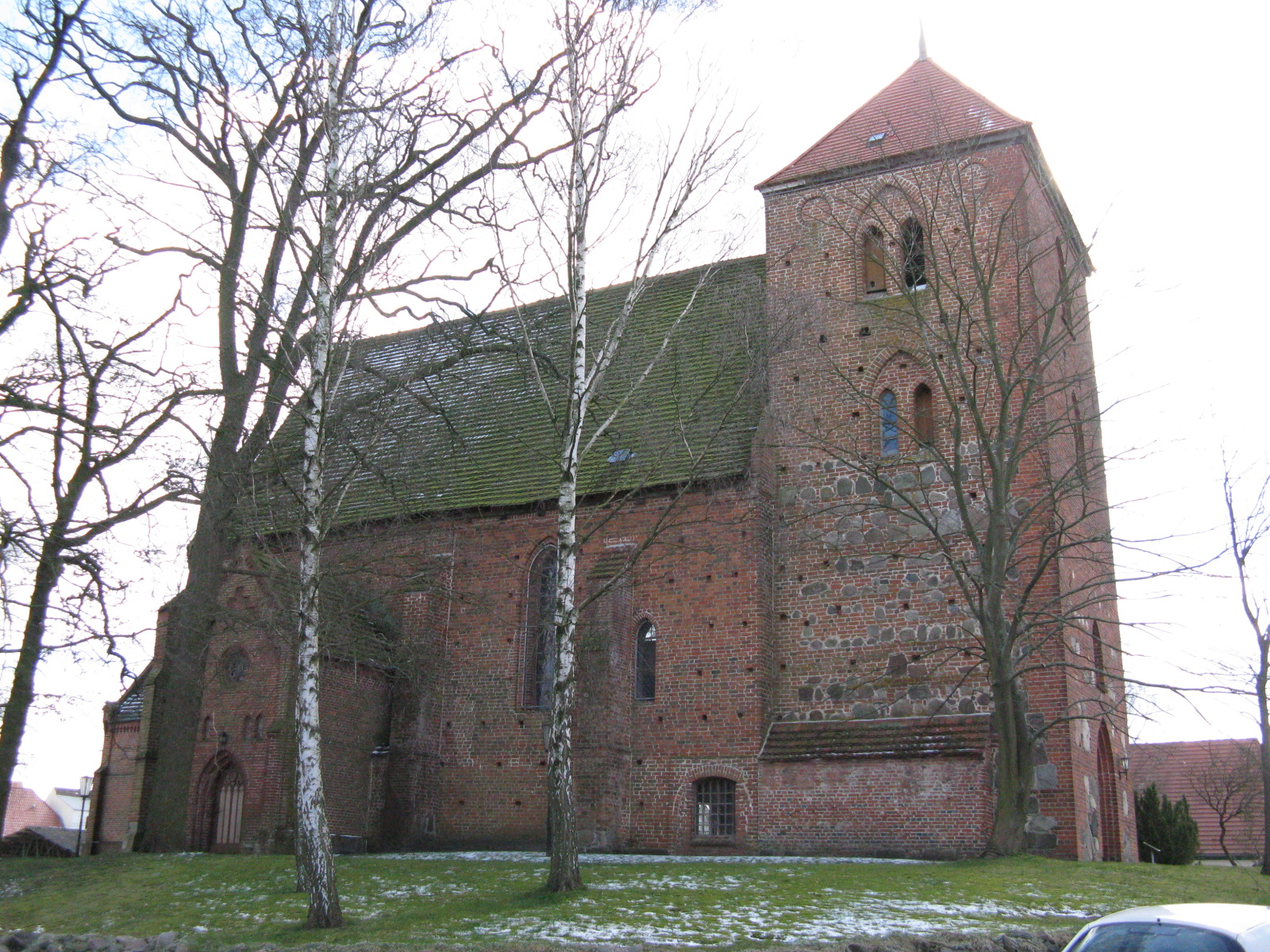
Stadtkirche in Goldberg

### Ungedruckte Quellen
Landeshauptarchiv Schwerin (LHAS)
- LHAS 2.22-10 Mecklenburg-Schwerinsche Domanialämter. Kirchenbausachen, Bauten und Reparaturen an den geistlichen Gebäuden.
- LHAS 3.2-3/1 Landeskloster/Klosteramt Dobbertin. Nr. 3235 Umgestaltung der Kirche zu Dobbertin 1854 - 1857.
- LHAS 12.3-2 Finanzministerium. Abt. Hochbau, Nr. 19. Bauakte St. Paulskirche.
- LHAS 12.5-5/1 Ministerium der Finanzen. Bauverwaltung, Nr. 72 Acta betr. den Baumeister Theodor Krüger.

Landeskirchliches Archiv Schwerin (LKAS)
- Handakte Baurat Krüger 1864-1884 mit Schriftverkehr und Gutachten zur Klosterkirche Doberan und umliegenden Orten. Dazu Bauakten der von ihm neu errichteten bzw. restaurierten Kirchen. In der Plansammlung ca. 200 Blatt Entwürfe für Kirchenbauten und Ausstattungsdetails.

Landesamt für Kultur und Denkmalpflege Mecklenburg-Vorpommern (LAKD)
- Plansammlung mit Präsentationsmappe Kirche St. Paul zu Schwerin, erfunden und ausgeführt von T. Krüger von 1868.

Architekturmuseum der TU Berlin
- Inv. Nr. SW-A 1883-EB Theodor Krüger Opernhaus am Lützowplatz, Berlin. Schinkelwettbewerb 1883 (Erläuterungsbericht)